# Romantikus film

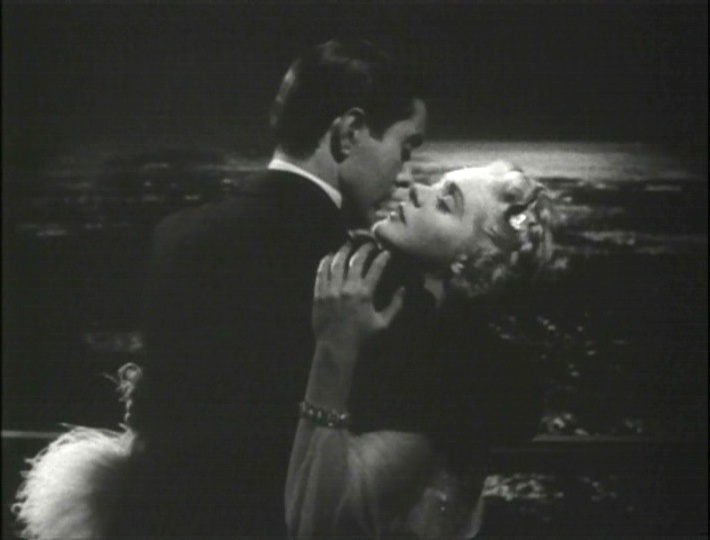
Tyrone Power és Alice Faye az Alexander's Ragtime Band című filmben

A romantikus film történetében hangsúlyos szerepet kapnak a pozitív érzelmek, pl. szerelem, szülői érzések, hazafiasság, önfeláldozás stb. Az ilyen filmekben is előfordul, hogy a főhős meghal, de ilyenkor is a történet végső kimenetele pozitív, olyan értelemben, hogy a főhős valamilyen nemes, lelkileg felemelő cselekedetet hajtott végre. Ez utóbbi neve romantikus dráma, vagy romantikus tragédia lehet.
A romantikus film mint marketingfogalom igen népszerű a filmkészítők és filmforgalmazók körében, mivel többnyire elegendő hozzá két szimpatikus főszereplő és egy jól megírt történet. A filmforgalmazó jogosan feltételezi, hogy sokan megnézik majd a filmet, tehát anyagilag sikeres lesz.  Sok ide sorolt film, bár nem mindegyik, egyúttal „családi film” is, azaz gyerekek is megnézhetik (főleg olyankor, amikor gyerekszereplő is van a filmben).
A nézők számára a romantikus film átélhető, szimpatikus, általában kellemes megjelenésű, vagy legalábbis szerethető főszereplőket kínál. A történet bizonyos szempontból egyszerű, hogy könnyen befogadható legyen, ugyanakkor a mindennapokból kiragadja a nézőt, amikor szokatlan, kiélezett helyzetekbe helyezi hőseit. Ebből a szempontból kiinduló műfajára, a drámára emlékeztet, azonban a filmdráma általában nem végződik jól, hősei sokat szenvednek a történet során.
A romantikus film a szokatlan helyzetek miatt gyakran, de nem mindig, vígjátéki elemeket is tartalmaz, az ilyen filmekre a romantikus vígjáték, vagy például a romantikus családi vígjáték megnevezést használják.
A romantikus film  főhősei gyakran néznek szembe nehézségekkel, amiket le kell küzdeniük, ezek a legkülönfélébbek lehetnek: pénzügyi problémák, betegségek, faji vagy társadalmi korlátok, foglalkozásbeli különbségek, családi ellenkezés a kapcsolattal szemben, stb. A történet során előfordulnak egyéb, elterelő kapcsolatok, csábítások, illetve az „igazi” (sikertelen) keresése. Egyes filmek a romantikus elemet csak az érzelmeket fokozó célból használják, és inkább előtérbe kerülnek a szívszorító, a nézőt megríkató mozzanatok, az ilyen film inkább melodráma. Más filmekben a vígjátéki elem hangsúlyosabb a romantikus vonalnál, és az egész film hangvétele könnyedebb, lazább, az ilyet romantikus vígjáték-nak nevezzük. Előfordulnak végzetes fordulatok is a romantikus filmekben (pl. öngyilkosság vagy gyilkosság), az ilyen alműfaj neve film noir.

## Története
A romantikus film kategóriája már a mozgófilmek kezdetén, a némafilmek idején megjelent.

## Műfaji besorolás
A romantikus film cselekményében is történhetnek tragikus dolgok, de a történet végső kimenetele felemelő, a néző elégedettséget, felszabadultságot érez a történet végén, még akkor is, ha az szomorú véget ér.
Ugyanakkor megjegyezzük, hogy a „romantikus film” a filmdráma alműfaja, annak része, ahogy a „tragédia” is (ez utóbbit ritkábban használják a filmek besorolásánál, mivel kevésbé népszerű műfaj).
Látni kell, hogy a mivel a filmipar egy profitorientált vállalkozás, ezért ritkán készítenek (szándékosan) olyan filmet, amiről előre tudni lehet, hogy anyagilag bukás lesz a kevés nézőszám miatt (mert a történet tragédia, vagy más szomorú véget ér). Amiatt készül viszonylag sok romantikus film, mert a nők körében szinte biztos a siker, és sok férfi néző is szereti ezt a műfajt.

## Példák
Példák a klasszikusnak vagy nagyon jónak tekintett romantikus filmekre.
- Portré a lángoló fiatal lányról, 2019
- Kaliforniai álom, 2016
- Nász-ajánlat, 2009
- Egy makulátlan elme örök ragyogása, 2004
- Az 50 első randi, 2004
- Igazából szerelem, 2003
- Két hét múlva örökké, 2002
- Bazi nagy görög lagzi, 2002
- Álmomban már láttalak, 2002
- Mi kell a nőnek?, 2000
- Oltári nő, 1999
- A szerelem hálójában, 1998
- Jerry Maguire – A nagy hátraarc, 1996
- Mielőtt felkel a Nap 1995
- Aludj csak, én álmodom, 1995
- Négy esküvő és egy temetés, 1994
- A szerelem hullámhosszán, 1993
- Idétlen időkig, 1993
- Micsoda nő!, 1990
- Zöld kártya, 1990
- Ghost, 1990
- Harry és Sally, 1989
- Dolgozó lány, 1988
- Manhattan, 1979
- Annie Hall, 1977
- Diploma előtt, 1967
- Legénylakás, 1960
- Fogjunk tolvajt!, 1955
- Római vakáció, 1953
- Afrika királynője, 1951
- Casablanca, 1942
- Godfrey, a lakáj, 1936
- Nagyvárosi fények , 1931